# Tres dones i un pla
Tres dones i un pla (Mad Money en anglès) és una comèdia criminal, dirigida per Callie Khouri i protagonitzada per Diane Keaton, Queen Latifah i Katie Holmes. És una versió lliure de la pel·lícula britànica Hot Money (2001). Ha estat doblada al català.

## Sinòpsis
Quan la Bridget Cardigan, que sempre ha dut una vida acomodada, s'assabenta que el seu marit ha perdut la feina i que estan arruïnats, se'n va a treballar al Banc de la Reserva Federal, on coneix la Nina Brewster, una mare soltera amb dos fills, la feina de la qual consisteix a destruir milions i milions de bitllets vells. La Bridget convenç la Nina per robar aquells diners, però necessiten la col·laboració d'una tercera dona per executar el seu pla.

## Repartiment
- Diane Keaton com a Bridget Cardigan
- Queen Latifah com a Nina Brewster
- Katie Holmes com a Jackie Truman
- Ted Danson com a Don Cardigan
- Roger Cross com a Barry
- Adam Rothenberg com a Bob Truman
- Stephen Root com a Glover
- J. C. MacKenzie com a Mandelbrot
- Christopher McDonald com a Bryce Arbogast
- Finesse Mitchell com a Shaun
- Richard Law com a policia

## Recepció
La pel·lícula va debutar en el cinquè lloc a la taquilla el dia de la seva estrena als Estats Units, amb un retorn de 2,3 milions de dòlars en 2.470 pantalles. Al final del seu primer cap de setmana, Tres dones i un pla havia caigut al setè lloc, amb una recaptació de 7,7 milions. Amb un presupost de 12 milions de dòlars i una recaptació final estimat de 22 milions la pel·lícula va ser un fracàs de taquilla.